# Tretospora indica
Tretospora indica är en svampart som beskrevs av Narayan & Kamal 1986. Tretospora indica ingår i släktet Tretospora och familjen Parodiopsidaceae.   Inga underarter finns listade i Catalogue of Life.